# José Luis Mendilibar
José Luis Mendilibar Etxebarria (ur. 14 marca 1961 w Zaldibar) – hiszpański piłkarz i trener piłkarski, podczas kariery grał na pozycji pomocnika.

## Kariera piłkarska
Jako czynny piłkarz występował w Athleticu Bilbao B, CD Logroñés, Sestao SC oraz SD Lemonie. Podczas pobytu w drugim oraz trzecim z wymienionych zespołów występował w Segunda División, nigdy natomiast nie otarł się o najwyższą hiszpańską klasę rozgrywkową, La Liga.

## Kariera trenerska
Po zakończeniu przygody z zawodowym uprawianiem sportu zajął się szkoleniem piłkarzy. Od 1994 do 2005 roku prowadził zespoły co najwyżej drugoligowe (jak amatorski CD Arratia, drużynę juniorską Athleticu Bilbao i jego drużynę rezerw, CD Baskonia, CD Aurrerá de Vitoria, UD Lanzarote oraz SD Eibar). Pierwsza okazja do prowadzenia klubu z Primera División przytrafiła się w 2005 roku, po zwolnieniu Ernesto Valverde z Los Leones. Nie wykorzystał wówczas swojej wielkiej szansy – został zwolniony już po kilkunastu tygodniach, jako że jego drużyna zajmowała ostatnie miejsce w tabeli, z jedynie jednym zwycięstwem w dziewięciu meczach.
Kolejnym klubem w jego trenerskiej karierze został Real Valladolid. Już w debiutanckim sezonie 2006/07 sięgnął z nim po 1. miejsce w tabeli Segunda División i wywalczył upragniony przez kibiców awans do La Liga. W następnych latach Mendilibar miał do dyspozycji piłkarzy takiej klasy jak: pomocników Álvaro Rubio, Jonathana Sesmę, Sísíego, Pedro Leóna, Fabiána Canobbio, Nauzeta Alemána oraz napastników Josebę Llorente, Víctora, Henoka Goitoma czy Diego Costę i dwukrotnie udało mu się ze skazywanym na pożarcie zespołem uniknąć spadku z Primera División. W sezonie 2007/08 i 2008/09 Valladolid dwukrotnie zajął 15. miejsce. Decydującym o degradacji był natomiast sezon 2009/10 – wówczas drużyna baskijskiego trenera w ostatecznym rozrachunku straciła zaledwie 1 punkt do bezpiecznego, 17. miejsca (zajęła je ostatecznie Málaga CF). W połowie roku 2010 pożegnał się z Estadio José Zorrilla.
W latach 2011–2013 był z kolei szkoleniowcem Osasuny Pampeluna. Dzięki jego fachowej ręce i dyspozycji Andrésa, Nekunama, Puñala, R. Garcíi, Cejudo i Nino w sezonie 2011/12 doprowadził swoich podopiecznych do 7. miejsca w tabeli ligowej (o 1 punkt mniej niż Levante UD, które wywalczyło tym samym awans do europejskich pucharów). Rok później gracze Osasuny przez dłuższą część sezonu ocierali się o strefę spadkową, ale ostatecznie skończyli na 16. miejscu. Mendilibar został jednak zwolniony już po trzech pierwszych kolejkach nowego sezonu (2013/14). Los Rojillos przegrali premierowe mecze ligowe w nędznym stylu, ustępując na każdym kroku graczom z Granady, Bilbao oraz Villarreal CF.